# 中山公用
中山公用事業集團股份有限公司，簡稱中山公用（深交所：000685），1992年成立，前身為「中山公用科技股份有限公司」，主要業務除了經水務外，還經營證券（廣發證券）、能源、房地產等。

## 历史
現時董事長陈爱学，首席執行官黄成平。其股份自2007年於深圳證券交易所上市。屬於由中山中汇投资集团有限公司轄下公司。

## 外部連結
- 中山公用事業集團股份有限公司 （页面存档备份，存于）